# Angela James
Pour les articles homonymes, voir James.
Temple de la renommée : 2010
Temple de la renommée de l'IIHF : 2008
Angela Diane James, O.C. (née le 22 décembre 1964 à Toronto, dans la province de l'Ontario au Canada) est une joueuse canadienne de hockey sur glace féminin qui évoluait en position de centre et de défenseur.
Elle joue au plus haut niveau du hockey sur glace féminin sénior au cours d'une carrière qui s'étale sur vingt ans. Entre 1980 et 1998, elle joue pour plusieurs équipes de la Central Ontario Women's Hockey League avant de finir sa carrière en Ligue nationale de hockey féminin. Elle est désignée meilleure joueuse de sa ligue à six reprises. Sur la scène internationale, James dispute le premier championnat du monde féminin, un tournoi non sanctionné par la Fédération internationale de hockey sur glace. En 1990, elle prend part avec l'équipe du Canada au premier championnat du monde officiel, menant sa sélection au titre et établissant un record de buts inscrits avec onze réalisations. Elle joue trois autres championnats du monde en 1992, 1994 et 1997, se soldant à chaque fois avec une médaille d'or. Elle n'est cependant pas retenue pour le premier tournoi olympique féminin, disputé aux Jeux d'hiver de Nagano en 1998.
Considérée comme la première vedette du hockey féminin moderne, James est distinguée par plusieurs temples de la renommée. Elle est l'une des trois premières femmes intronisées en 2008 au Temple de la renommée de l'IIHF et l'une des deux premières au Temple de la renommée du hockey en 2010. Elle fait aussi partie du Panthéon des sports canadiens depuis 2009.. En 2022, elle devient officier de l'Ordre du Canada.
James est également arbitre, entraîneur et dirigeante dans le sport. Elle est actuellement la directrice générale du Six de Toronto de la Fédération première de hockey.

## Biographie

### Son enfance

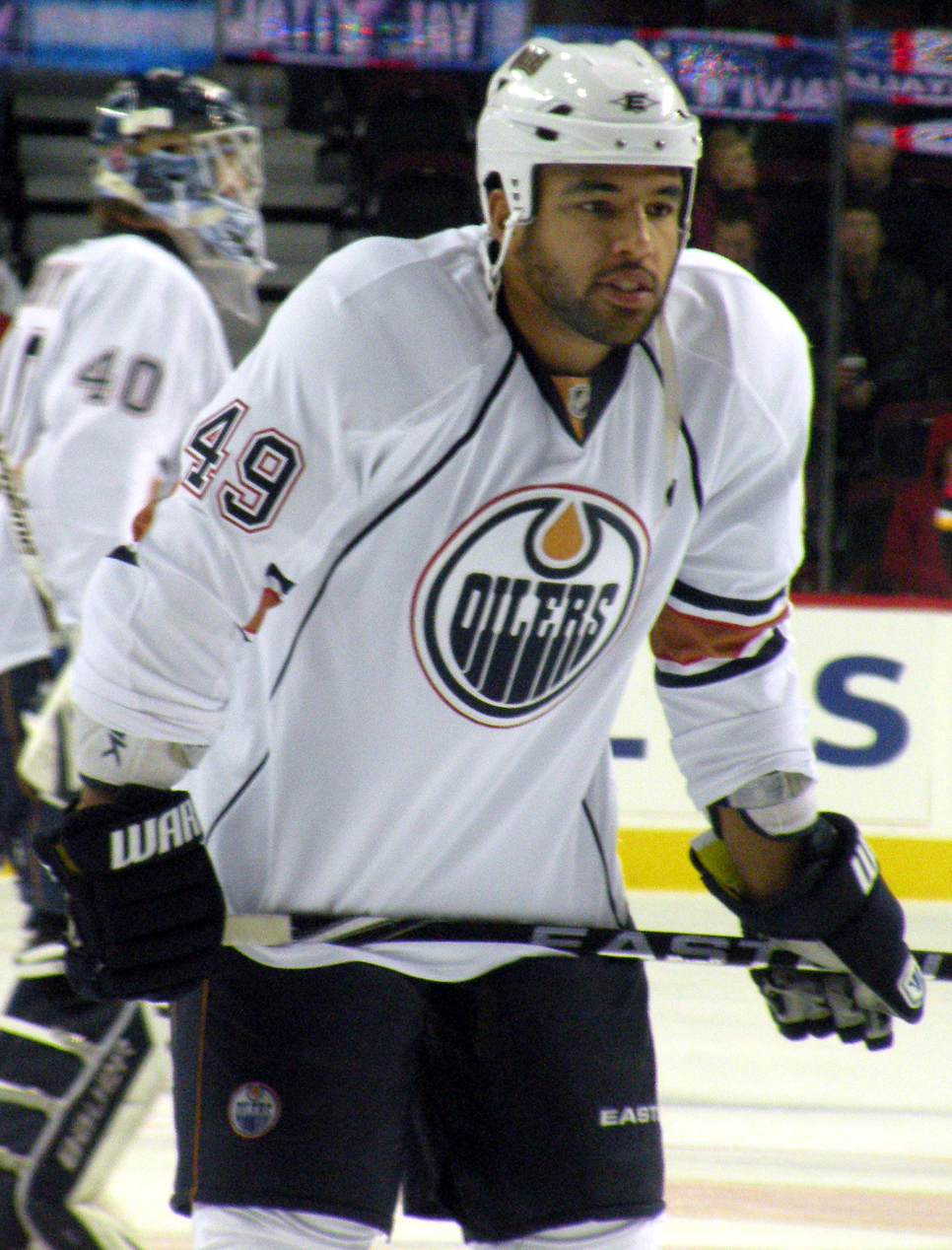
Theo Peckham (ici en 2010 sous les couleurs des Oilers d'Edmonton) est l'un des demi-frères d'Angela James.

Angela James nait le 22 décembre 1964 à Toronto, dans la province de l'Ontario au Canada. Elle est la fille de Donna Barrato, une canadienne blanche de Toronto, et Leo James, un afro-américain du Mississippi ayant émigré au Canada afin de fuir la ségrégation raciale. Elle a deux demi-frères et deux demi-sœurs de par sa mère. Son père, qui travaille pour une boîte de nuit de Toronto, estime qu'elle a au moins neuf demi-frères et sœurs par lui, James étant cependant convaincue que le nombre est plus proche de quinze. Parmi eux, se trouve le joueur professionnel de hockey sur glace Theo Peckham.
Mère célibataire, Donna Barrato élève Angela et ses deux autres filles avec l'aides d'allocations sociales. Elles vivent dans une maison subventionnée dans le quartier de Flemington Park à Toronto. Donna travaille en tant que comptable ainsi que sur le stand de concession de la patinoire locale. Elle souffre de dépression et de troubles mentaux tandis que sa fille aînée Cindy a deux emplois à mi-temps afin d'aider la famille à répondre à ses obligations financières. Angela est plus proche de sa seconde sœur Kym bien que les deux se battent régulièrement durant leur enfance. Le père d'Angela n'a pas de place constante durant sa jeunesse et n'apporte aucune aide financière à la famille, mais reste présent si sa fille a besoin de lui. Étant l'une des rares enfants de couleur à Flemington Park, Angela doit souvent faire face aux insultes, en particulier sur le fait qu'elle soit une métis avec une mère et des sœurs blanches. Elle se trouve alors régulièrement impliquée dans des bagarres, développant une attitude combative qu'elle garde lorsqu'elle joue au hockey. Ses grands-parents maternels n'ont jamais accepté Angela alors qu'ils traitent bien ses deux sœurs.
Très garçon manqué, Angela James développe rapidement un intérêt pour le sport. Son parrain lui offre une batte et un gant de baseball pour sa première communion. Durant son enfance, elle excelle au hockey, au baseball et à la natation synchronisée. Sa mère souhaite qu'elle se concentre sur la natation en raison du manque d'opportunité de jouer au hockey pour les filles dans les années 1970. Sa passion réside cependant dans le hockey, jouant constamment au street-hockey avec les garçons de son quartier depuis l'école maternelle.

### Carrière de joueuse

#### D'une ligue pour garçons au premier championnat national féminin
James joue pour la première fois à l'âge de huit ans de façon structurée dans une ligue locale de garçons de Flemington Park, et seulement après que sa mère ait menacé de poursuites judiciaires les officiels opposés à l'inclure. Elle débute dans la catégorie novice mais, étant donné son talent supérieur à ses pairs, elle est promue dans les catégories atome puis pee-wee. Elle mène la ligue en termes de statistiques, est nommée dans l'équipe d'étoiles et est invitée à disputer un tournoi peewee à Montréal avec l'équipe . La présence de James au sein de la ligue de Flemington Park se termine au cours de sa deuxième année en raison de la jalousie des parents des autres enfants. Le président, dont le fils évolue dans l'équipe de James, est offensé de voir son fils éclipser par une fille. Il ordonne un changement dans les règles de la ligue pour interdire aux filles d'y jouer.
La seule option lui permettant de jouer en équipe féminine à l'époque se trouve à Annunciation, une organisation catholique située à Don Mills. Ne disposant pas de véhicule, sa mère l'emmène aux matchs aux différentes patinoires en bus. Le programme de hockey pour filles est petit et nécessite que les équipes soient composées de joueuses de plusieurs catégories d'âge afin d'aligner des effectifs complets. Sautant la catégorie « bantam »  entièrement, James joue pour la première fois au hockey sénior à l'âge de treize ans avec les Saints de Newtonbrook, contre des femmes âgées de seize ans et plus. Les Saints sont alors une équipe de sénior C, le quatrième niveau de hockey féminin de l'époque dans la région de Toronto.
James rejoint en 1980 les Islanders de Toronto, une équipe de sénior AA de la nouvelle Central Ontario Women's Hockey League (souvent désignée par le sigle COWHL). Cette ligue est alors à l'époque le plus haut niveau de hockey féminin de la province, dans laquelle James s'y établit comme l'une de ses joueuses vedettes en l'espace d'une année. En 1982, James et sa coéquipière Cathy Phillips sont retenues pour renforcer les Canadians d'Agincourt, qualifiés pour représenter l'Ontario en vue du premier championnat national féminin. Lors de la finale face à l'Alberta, elle inscrit le but égalisateur au cours de la troisième période de la finale, en route vers une victoire 3-2 en prolongation pour remporter la Coupe Abby Hoffman,.

#### Vedette en hockey et au softball pour les Scouts de Seneca College
Concentrée sur le hockey, exposée aux drogues et à l'alcool et souvent impliquée dans des bagarres, James ne paye que peu d'attention à sa scolarité et abandonne presque ses études. Un directeur adjoint à Valley Park Middle School, Ross Dixon, l'encourage à accorder une plus grande attention à ses études, ce qui lui permet d'obtenir un diplôme à Overlea High School et de passer au Seneca College de Toronto en 1982. James a du mal académiquement lors de sa première année à Seneca, en partie parce qu'elle n'a jusqu'alors jamais été responsable dans ses études, et en partie car elle joue deux sports aussi bien au niveau universitaire que local tout en travaillant à temps partiel pour aider sa famille à payer ses factures. L'entraîneur de hockey de Seneca Lee Trempe a plusieurs disputes avec elle avant qu'elle ne commence à prendre ses études sérieusement.
James est une vedette dans deux sports pour les Scouts de Seneca. Elle rejoint l'équipe de softball en 1983, évoluant dans le champ extérieur et « nettoyant » les bases. Elle est nommée dans l'équipe d'étoiles de l'Ontario Colleges Athletic Association (souvent désigné par son sigle OCAA) et mène son école au titre lors du championnat inaugural de softball féminin de l'OCAA. Elle est de nouveau nommée dans l'équipe d'étoiles de l'association en 1984 et 1985, menant Seneca à un second titre provincial puis à une deuxième place.
Bien que James évolue en tant qu'attaquante dans les ligues locales de hockey, Trempe l'assigne en défense afin qu'elle puisse mettre en place les systèmes de jeu utilisés par l'équipe et inclure ses coéquipières lors des phases offensives. Malgré ce changement de position, James réussit à terminer en tête des compteurs de la ligue, avec quinze buts et dix aides en seulement huit parties disputées. L'OCAA la désigne meilleure joueuse, tandis que Seneca doit se contenter d'une médaille d'argent après s'être incliné en finale de l'association. Menant l'OCAA avec trente points en dix rencontres en 1983-1984, James dirige son équipe vers son premier titre de champion. Elle est nommée dans l'équipe d'étoiles et est de nouveau votée meilleure joueuse, des récompenses qu'elle remporte également la saison suivante. Seneca s'adjuge son second championnat en 1984-1985, James dominant l'OCAA. Elle termine encore en tête des marqueurs, établissant des records d'école et d'association avec cinquante buts et soixante-treize points en juste quatorze parties. Ses exploits offensifs amène un journaliste de Toronto à la surnommer la « Wayne Gretzky du hockey féminin ».
L'OCAA nomme James son athlète de l'année en 1984 et 1985 pour ses performances en hockey et en softball. Elle établit des records de carrière en OCAA avec quatre-vingt buts et cent-vingt-huit points, qui tienne jusqu'en 1989 lorsque l'OCAA arrête son programme de hockey féminin en raison d'un manque d'équipes compétitives.

#### Championne du Canada et du monde
En parallèle de ses études, James continue de jouer au niveau sénior. Avec les Islanders cessant leurs activités en 1982, elle rejoint une équipe de Burlington, avec laquelle elle reste trois saisons. Un an plus tard, elle mène sa nouvelle équipe vers le titre national tandis que Burlington capture la première Coupe Abby Hoffman. Pour James, le championnat national devient un événement quasi annuel dont elle dispute douze éditions.
James change régulièrement d'équipes, se déplaçant pour diverses raisons. Souvent, elle change pour suivre des amies ou parce qu'elle n'est pas d'accord avec la philosophie de l'entraîneur. Quelquefois, elle bouge par nécessité, tel que lorsqu'une équipe met fin à ses activités. En 1984-1985, elle quitte Burlington pour retrouver Lee Trempe avec les Canadians d'Agincourt pour une saison, puis joue pour les Canadettes de Brampton pour une autre. En 1986-1987, elle suit de nouveau Trempe aux Warriors de Mississauga, où elle reste trois ans. Cette saison-là, elle remporte son premier de sept titres consécutifs de meilleure pointeuse de la COWHL, avant d'être prêtée pour le championnat national 1987 aux Golden Hawks de Hamilton qu'elle mène au titre.
En avril 1987, l'Ontario Women's Hockey Association (souvent désignée par le sigle OWHA) organise le premier tournoi de hockey féminin d'envergure mondiale. L'évènement, non sanctionné par la Fédération internationale de hockey sur glace (souvent désignée par le sigle IIHF pour son nom anglais : International Ice Hockey Federation), oppose sept équipes tandis que plusieurs pays envoient des observateurs. Le Canada est représenté par le champion national les Golden Hawks de Hamilton, avec lesquelles James a disputé le tournoi national, tandis que son club habituel de Mississauga porte les couleurs de l'Ontario. Alors qu'elle est éligible pour ces deux équipes, James joue pour son équipe de Mississauga. Elle dirige l'équipe provinciale tout au long du tournoi et, après un succès 5-2 sur les États-Unis en demi-finale, retrouve ses compatriotes en finale. L'équipe nationale s'impose sur James et l'Ontario quatre buts à rien.
Changeant une nouvelle fois d'équipe, James se joint aux Aeros de Toronto en 1989. Créée en 1974, l'équipe trouve ses origines dans l'équipe de l'Annunciation pour laquelle James jouée lorsqu'elle était enfant.
L'IIHF organise le premier championnat du monde officiel en 1990 à Ottawa, capitale du Canada. Le Canada et les États-Unis dominent aisément leurs adversaires pour atteindre la finale, remportée par les Canadiennes sur la marque de 5-2. James inscrit le premier but de la compétition, et onze au total. Elle termine meilleure buteuse du tournoi à égalité avec l'américaine Cindy Curley, établissant le record de buts inscrits par une joueuse lors d'un championnat seulement atteint depuis par l'américaine Krissy Wendell en 2000.
Avec les Aeros, James remporte le championnat national 1991. Elle inscrit le seul but de la finale contre sa future coéquipière en équipe nationale Manon Rhéaume et l'équipe du Québec. Elle dispute le deuxième championnat du monde organisé à Tampere en Finlande à l'issue duquel elle est nommée sur la ligne d'attaque de l'équipe d'étoiles. Les Canadiennes conservent leur titre, s'imposant 8-0 en finale face aux Américaines. James et les Aeros remportent de nouveau le championnat national en 1993. Un an plus tard, les canadiennes s'adjugent leur troisième championnat du monde à Lake Placid aux États-Unis. Opposées une fois de plus aux américaines, elles gagnent la finale 6-3. James marque deux buts et est désignée meilleure joueuse de la rencontre.
Continuant de changer de club, James joue quelques années pour la franchise des Red Wings de Toronto et des Panthers de Newtonbrook avant de retrouver les Aeros en 1997. Cette année-là, elle remporte son quatrième et dernier titre mondial avec l'équipe nationale, une victoire en finale 4-3 en prolongation sur les États-Unis.

#### Sa non-sélection pour les Jeux olympiques d'hiver de 1998

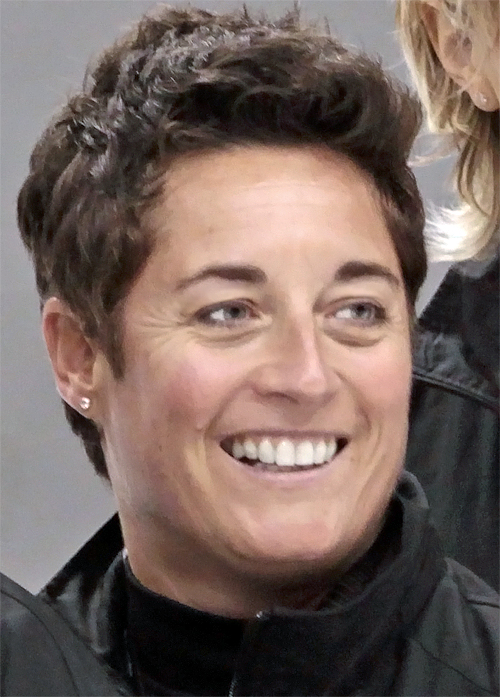
En ne sélectionnant pas James pour les Jeux d'hiver de 1998, Shanon Miller (ici en 2010) inaugure une vague de controverses.

Reflétant la croissance du sport, les Jeux d'hiver de 1998 à Nagano au Japon affiche le premier tournoi olympique de hockey féminin. L'annonce de la première sélection olympique canadienne le 9 décembre 1997 démarre une vague de controverses. L'entraîneur-chef Shannon Miller ne retient pas James dans l'effectif, déclarant à la presse que la joueuse de trente-deux ans est un « handicap défensif » et suggère qu'elle n'a pas l'esprit collectif. James est alors dévastée de ne pas être sélectionnée et est enragée par les explications apportées par Miller. Affirmant avoir été « traitée comme un chien » et « être victime d'un coup monté et avoir été trompée » par Miller, elle fait appel de la décision auprès de Hockey Canada. James fait également valoir que les critiques de Miller sont injustifiées et que l'entraîneur a jusqu'alors maintenu qu'elle jouait bien. Durant les rencontres de préparation précédant le camp d'entraînement, James est la meilleure buteuse de l'équipe nationale.
Simultanément à l'appel de James, une rumeur affirme que Miller a une affaire avec l'une de ses joueuses. Bien que les allégations ne soient pas fondées, la coïncidence retombe sur James qui est faussement accusée d'en être la source. Hockey Canada découvre que les rumeurs ont été lancées par une personne tierce pour créer une controverse. La fédération rejette néanmoins l'appel de James, mettant fin à son rêve olympique. Aucune de ses coéquipières ou adversaires ne comprend pourquoi James n'est pas retenue dans la sélection canadienne. Le Canada et les États-Unis se retrouvent comme attendu en finale, mais cette fois-ci se sont les Américaines qui en sortent victorieuses. Ayant déjà dominé leurs adversaires 7-4 durant la phase préliminaire, les États-Unis remportent la médaille d'or grâce à une victoire 3-1. Plusieurs coéquipières ont par la suite déclaré que James aurait pu faire la différence pour le Canada si elle avait été incluse dans l'équipe.

#### Fin de carrière
Non diagnostiquée à l'époque, James souffre des effets de la maladie de Basedow, une maladie de la thyroïde lui causant perte de poids et fatigue durant le camp d'entraînement olympique. Elle se fait soigner après les Jeux, recouvrant son poids et sa force. Son club renommé les Aeros de Beatrice, James et ses coéquipières intègrent la nouvelle Ligue nationale de hockey féminin (souvent désignée par le sigle LNHF) à partir de la saison 1998-1999. James inscrit trente-huit buts et cinquante-cinq points lors de la saison inaugurale de la LNHF qui la désigne comme sa meilleure joueuse.
L'équipe nationale, désormais sous la direction d'un nouvel entraîneur, rappelle James dans l'équipe à l'occasion de la Coupe des trois nations 1999. Peu utilisée, elle accepte ce rôle diminué au sein de l'équipe. Durant le tournoi, elle prend la décision qu'il s'agit de sa dernière apparition avec la sélection. Sa carrière internationale se conclut tel un roman lors de la finale contre les États-Unis, nécessitant une séance de tirs de fusillade. Choisie comme première tireuse, elle inscrit le but gagnant pour une victoire 3-2 des siennes. Au total, James joue cinquante parties pour le Canada, inscrivant trente-trois buts et vingt-et-une aides. Vainqueurs de la Division Ouest en 2000, James fait partie de la première équipe d'étoiles et en est désignée meilleure attaquante, les Aeros remportent leur premier titre de la LNHF en dominant en finale les Panthères de Sainte-Julie. Également vainqueur du championnat de l'Ontario, elles s'adjugent le titre national contre l'équipe du Québec. Une fois la saison terminée, James se retire du hockey de compétition.

### Style de jeu
Durant sa carrière, James domine sa ligue. L'historienne du hockey féminin Elizabeth Etue attribue le succès de James à sa force de patinage et son « tir dynamique, presque tel une balle de revolver ». Elle est une joueuse au style physique ayant aider le hockey féminin à dépasser la réputation qu'il ne s'agit pas d'un sport où les joueuses sont prêtes à jouer un jeu dur et avec du cran. Ses adversaires affirment que rentrer dans James est comme « percuter du métal ». Robin Brown, une commentatrice pour la Société Radio-Canada et qui a joué contre James, dit d'elle : « She could do it all. She had end-to-end speed, she had finesse as a stick handler and her slap shot was harder and more accurate than any female player I have ever seen. She was a pure goal scorer like Mike Bossy and aggressive like Mark Messier. In her prime, she was referred to as the « Wayne Gretzky of women's hockey » »,. Capable de jouer à n'importe quelle position, James évolue principalement au centre durant sa carrière sénior, mais excelle également en défense. Lors d'une rencontre où son équipe ne dispose pas de gardienne de but, elle joue à cette position et enregistre un blanchissage,.

### Également arbitre, entraîneur et dirigeante
James est également active dans d'autres domaines du hockey. En 1980, elle obtient une accréditation pour devenir arbitre, et est active en tant que tel depuis. Lors d'une rencontre féminine de sénior D qu'elle officie en 1986, elle est impliquée dans une altercation avec une joueuse, résultant avec le bannissement à vie de cette dernière de l'OWHA, le premier de l'histoire de l'organisation. Après avoir reçu une pénalité, la joueuse se met en colère, bouscule un juge de ligne et frappe James au visage. Par la suite, James obtient un certificat de niveau IV avec Hockey Canada et sert en tant qu'arbitre-en-chef pour l'OWHA.
Après avoir reçu son diplôme en 1985 du Seneca College, James devient entraîneur. Débutant en tant qu'entraîneur-assistant, elle aide Seneca à remporter le championnat de l'OCAA, son troisième consécutif. L'école conserve son titre en 1987, James étant cette fois-ci l'entraîneur-chef. Elle dirige dans toutes les catégories d'âge ainsi qu'au championnat national. Lors des Jeux du Canada d'hiver 1999, elle est entraîneur-assistant pour l'équipe de l'Ontario médaillée d'or, puis dirige l'équipe provinciale vers le titre lors du championnat national des moins de 18 ans 2001. Au début de la saison 2010-2011, elle prend en charge le Thunder de Brampton de la Ligue canadienne de hockey féminin (souvent désignée par le sigle LCHF) mais, trouvant les responsabilités trop demandantes, elle démissionne de ses fonctions en décembre. Convaincu qu'elle a le plus à offrir au niveau débutant du sport, elle opère sa propre école de hockey, la Breakaway Adult Hockey School, et dirige une autre organisée à travers le Seneca College.
Le 24 juin 2021, les Six de Toronto de la Ligue nationale de hockey féminin nomme James en tant qu'assitante de Mark Joslin pour la saison à venir. Le 7 mars 2022, un groupe d'investisseurs dont elle fait partie et qui comprend entre autres Anthony Stewart, Bernice Carnegie et Ted Nolan rachète la franchise des Six. Le 31 mai suivant, James est choisie pour devenir directrice générale de l'équipe en remplacement de Kristy Clarke.

### Honneurs
« She is a women's hockey hero who continues to inspire young players across the country. For me, she will always be the Wayne Gretzky of women's hockey. »
— Bob Nicholson, président et directeur général de Hockey Canada
James est considérée comme « la première superstar du hockey féminin moderne », et est saluée comme une pionnière ayant amener le jeu féminin au grand public. Fran Rider, une dirigeante de hockey féminin de longue date, déclare que James a apporté la crédibilité sans laquelle le sport n'aurait jamais gagné la reconnaissance en tant que sport olympique.
Huit fois meilleure marqueuse et six fois meilleure joueuse durant sa carrière sénior, plusieurs institutions ont honoré James. En 1985, la ville de Toronto la désigne Youth of the Year, avant de lui présenter le Female Hockey Breakthrough Award en 1992. En 1985, Seneca College l'intronise dans son Varsity Hall of Fame. L'école retire son numéro 8 en 2001, puis lui remet en 2004 le Seneca College Distinguished Alumni Award. Hockey Canada la nomme récipiendaire de son Prix de la percée du hockey féminin en 2005. La patinoire de son quartier d'enfance, la Flemington Park Arena, est renommée Angela James Arena en 2009. La LCHF remet chaque saison le Trophée Angela James à sa meilleure marqueuse. Elle est membre de plusieurs temples de la renommée, incluant le OCAA Hall of Fame depuis 2005, le Black Hockey and Sports Hall of Fame depuis 2006 et le Ontario Sports Hall of Fame depuis 2019.
Reflétant son rôle de pionnière dans le sport, elle devient l'une des trois premières femmes admises, aux côtés de Geraldine Heaney et Cammi Granato, au Temple de la renommée de l'IIHF. Elles sont intronisées en 2008 dans le cadre des célébrations du centenaire de la fédération. Le Panthéon des sports canadiens la salue comme un rôle modèle lorsqu'elle en devient membre en 2009. Un an plus tard, elle rejoint avec Granato le Temple de la renommée du hockey comme l'une des deux premières femmes à y être admise. James décrit être informée de son intronisation comme un jour qu'elle n'aurait jamais pensé voir, ajoutant : « I'm really honoured to represent the female hockey players from all over the world »,. Le 26 février 2022, James reçoit l'Ordre du hockey au Canada, remis par Hockey Canada pour sa contribution pour le sport. En juin 2022, elle est nommée en tant qu'officier de l'Ordre du Canada pour « ses exploits en tant que l’une des premières vedettes du hockey féminin et pour sa contribution au sport chez les femmes au Canada ».

### Vie privée
Après avoir obtenu un diplôme en organisation d'infrastructures de loisirs au Seneca College, James est embauchée par l'école en tant que programmeur des sports en 1985. Elle continue d'y travailler et est aujourd'hui coordinatrice en chef des sports à son campus King.
James réalise durant son adolescence qu'elle est lesbienne. Elle ne fait pas de son orientation un secret, ni ne la politise. Elle rencontre sa partenaire Ange en 1994, le couple formalisant leur relation lors d'une cérémonie d'engagement deux ans plus tard. Elles ont trois enfants. Ange porte leur premier Christian, né en 1999, tandis qu'Angela donne naissance en 2004 à des jumeaux, un fils Michael et une fille Toni.

## Statistiques en carrière

### En club
| Saison    | Équipe                  | Ligue |    | PJ | B  | A  | Pts | Pun |
| 1982-1983 | Seneca College          | OCAA  | 8  | 15 | 10 | 25 |     |     |
| 1983-1984 | Seneca College          | OCAA  | 10 | 15 | 15 | 30 |     |     |
| 1984-1985 | Seneca College          | OCAA  | 14 | 50 | 23 | 73 |     |     |
| 1992-1993 | Aeros de Toronto        | COWHL | 23 | 16 | 19 | 35 | 67  |     |
| 1993-1994 | Aeros de Toronto        | COWHL | 28 | 30 | 40 | 70 | 41  |     |
| 1995-1996 | Red Wings de Toronto    | COWHL | 29 | 35 | 35 | 70 | 37  |     |
| 1996-1997 | Panthers de Newtonbrook | COWHL | 28 | 29 | 29 | 58 | 57  |     |
| 1997-1998 | Aeros de Toronto        | COWHL | 9  | 6  | 3  | 9  | 19  |     |
| 1998-1999 | Aeros de Beatrice       | LNHF  | 31 | 36 | 19 | 55 | 30  |     |
| 1999-2000 | Aeros de Beatrice       | LNHF  | 27 | 22 | 22 | 44 | 10  |     |

### En équipe nationale
| Année | Compétition              |   | PJ | B | A  | Pts | Pun     |  | Résultat |
| 1990  | Championnat du monde     | 5 | 11 | 2 | 13 | 10  | Premier |  |          |
| 1992  | Championnat du monde     | 5 | 5  | 2 | 7  | 2   | Premier |  |          |
| 1994  | Championnat du monde     | 5 | 4  | 5 | 9  | 2   | Premier |  |          |
| 1996  | Championnat du Pacifique | 5 | 3  | 4 | 7  | 2   | Premier |  |          |
| 1996  | Coupe des trois nations  | 5 | 1  | 2 | 3  | 2   | Premier |  |          |
| 1997  | Championnat du monde     | 5 | 2  | 3 | 5  | 2   | Premier |  |          |
| 1998  | Coupe des trois nations  | 3 | 0  | 2 | 2  | 0   | Premier |  |          |
| 1999  | Coupe des trois nations  | 2 | 0  | 0 | 0  | 0   | Premier |  |          |